# Geograph Britain and Ireland
Geograph Britain and Ireland er et webbaseret projekt, iværksat i marts 2005, med henblik på at skabe et frit tilgængeligt arkiv med geografisk placerede billeder Storbritannien og Irland.
Billederne I Geograph-samlingen er udvalget for at illustrere vigtige eller typiske kendetegn fra hvert enkelt felt på 1 km x 1 km i British national grid reference system og i Irish national grid reference system.
Der er 330.184 af disse felter ("grid squares"), der indeholder landjord.
Der samles billeder fra alle dele af Storbritannien og Irland med undtagelse af Kanaløerne og et tilsvarende projekt er planlagt for New Zealand. Kanaløerne falder udenfor det britiske grid-system, men de kan opdeles geografisk ved hjælp af deres locale Universal Transverse Mercator-grid (UTM).
Projektet er sponseret af Ordnance Survey (der er en britisk kortproducerende organisation).

## Bidrag
Billeder kan doneres af alle registrerede brugere, men de skal godkendes af et panel af moderatorer før de bliver tilgængelige på hjemmesiden. Aktiviteten med at tage billeder til projektet kaldes geographing. Alle billeder er blevet licenseret af donorerne med Creative Commons cc-by-sa 2.0-licensen, som tillader modifikationer og redistribuering af billederne under vise betingelser. Donorerne eller bidragsyderne må acceptere, at de Geograph en irreversible licens eller tilladelse til at bruge deres billed® og det er meget vanskeligt at få et billed fjernet, når først det er tilgængeligt på hjemmesiden.
Det komplette arkiv med billeder og metadata er blevet gjort tilgængeligt og kan downloades via BitTorrent.
Som incitement for at øge dækningen tildeles deltagerne points hvergang de bidrager med det første billed, der godkendes som et geograph i et felt (en grid square).
Der er imidlertid ingen grænser for antallet af billeder pr. felt og nogle felter har over 100. Der er en ugentlig konkurrence I forums, der kun er åbne for medlemmer, om at vælge Geograph of the Year blandt billeder taget den pågældende uge. Årets vinder var "Deer Fence on the Shank of Drumfollow" af Gwen og James Anderson (2008), "Horsey Drainage Mill, Horsey, Norfolk" af Rodney Burton (2007) og "Islands of mud, East Hoyle Bank" af Peter Craine (2006).
Nogle deltager kombinerer geographing med andre udendørs sportsgrene som letterboxing, geocaching, trigpointing, benchmarking og peak bagging.

## Typer af billeder
Geograph-billeder klassificeres af moderatorerne som images:
- Geograph – et billed der vurderes som et billed, der er en god illustration af (er karakteristisk for) det område, det er taget i;

- Supplemental (supplerende) – et billeder der giver god information og et felt, men som ikke lever op til kravene til et geograph; dette inkluderer close-ups, indendørsbilleder, undergrundsbilleder og luftfotos og billeder taget fra et sted udenfor feltet[2];

- Rejected (afvist) – et billed der ikke lever op til kravene til Geograph-projektet; disse bevares I systemet, men er ikke synlig for andre end ejere og moderatorer.

Der er en særlig klassifikation af billeder, der er betegnet First Geograph – det første billede uploaded i et bestemt felt og som samtidig opfylder kravene til at blive et geograph; denne status tildeles automatisk af systemet og ikke af moderatorerne. Et nyt system med points er blevet introduceret, hvor brugerne kan opnå points for Second, Third and Fourth (hhv. anden, tredje og fjerde). Systemet har ligheder med det første pointsystem, men denne gang opnår en bidragsyder points ud fra hvor mange andre geographers (brugere), der har bidraget til det pågældende felt. For eksempel vil et felt med kun ét billede uploadet af en bidragsyder have points for andet, tredje og fjerdepladsen ledige. Det samme vil være tilfældet hvis den første bruger har uploaded 100 billeder I dette felt. Datoen billedet er taget har ingen betydning for pointsystemet. Så den næste person, der uploader et geograph vil få points for nr. 2, den tredje for nr. 3 osv. Dette system blev indført efter feedback fra medlemmerne og for at få flere billeder I felter med kun få billeder.
Nogle af de almindelige temaer for geograph-billeder er:
- Fysisk geografi
- Den menneskelige brug af landet
- Menneskeskabte elementer
- Social interaktion
- Geologi
- Flora og fauna
- Lokalhistorie[2]

## Statistik
Pr. juli 2010 havde projektet over 1.950.000 billeder indsendt af mere end 10.000 fotografer og de dækkede 93 % af Storbritannien og 31 % af Ireland. Felter med billeder har gennemsnitligt 4,7 billeder.
Milepælene omfatter:
- 7. august 2010: Lørdag morgen blev billede nr. 2 mio. uploaded .[11]

- 15. oktober 2008: Billede nr. 1 mio.[5]

- 8. april 2008: 750.000 billeder[12]

- 13. marts 2008: To tredjedele af De Britiske Øer er dækket[12]

- 25. juli 2007: 500.000 billeder[13]

- 25. juni 2007: 75 % af Storbritannien er dækket[14]

- 30. maj 2007: 10 % af Irland er dækket[12]

- 5. marts 2007: 50 % af De Britiske Øer er dækket British Isles[12]

- 3. oktober 2006: 250.000 billeder[15]

- 17. august 2006: 50 % af Storbritannien er dækket[16]

- 1. marts 2006: 25 % af De Britiske Øer er dækket[17]

- 21. december 2005: 25 % af Storbritannien er dækket[12]

## Priser
Geograph fik prisen the Yahoo (UK & Ireland) Travel Find of the Year 2006.

## Den første Geograph-konference
Onsdag den 17. february 2010 organiserede Geograph British Isles dens første conference for projektets bidragsydere. Omkring 80 bidragsydere deltog for at diskutere projektet i både plenum og opdelt I mindre grupper. Eventet blev afholdt af Geographs sponsor, Ordnance Survey. Den blev aholdt i Ordnance Surveys hovedkvarter i Romsey nær Southampton og blev annonceret i medier relateret til geografi.

## Langtidsarkivering
Siden er blevet udpeget til langtidsarkivering af British Library i deres UK Web Archive.

## Søsterprojekter
I 2009 blev et søsterprojekt langseret under navnet Geograph Deutschland – dækkende Tyskland. Geograph Ireland eksisterer p.t. samhørende med Geograph British Isles, men opdeles måske i et separate project.  Geograph Channel Islands dækker Kanaløerne.